# 紫金山古墳
紫金山古墳（しきんざんこふん）は大阪府茨木市に所在する前方後円墳。

## 概要

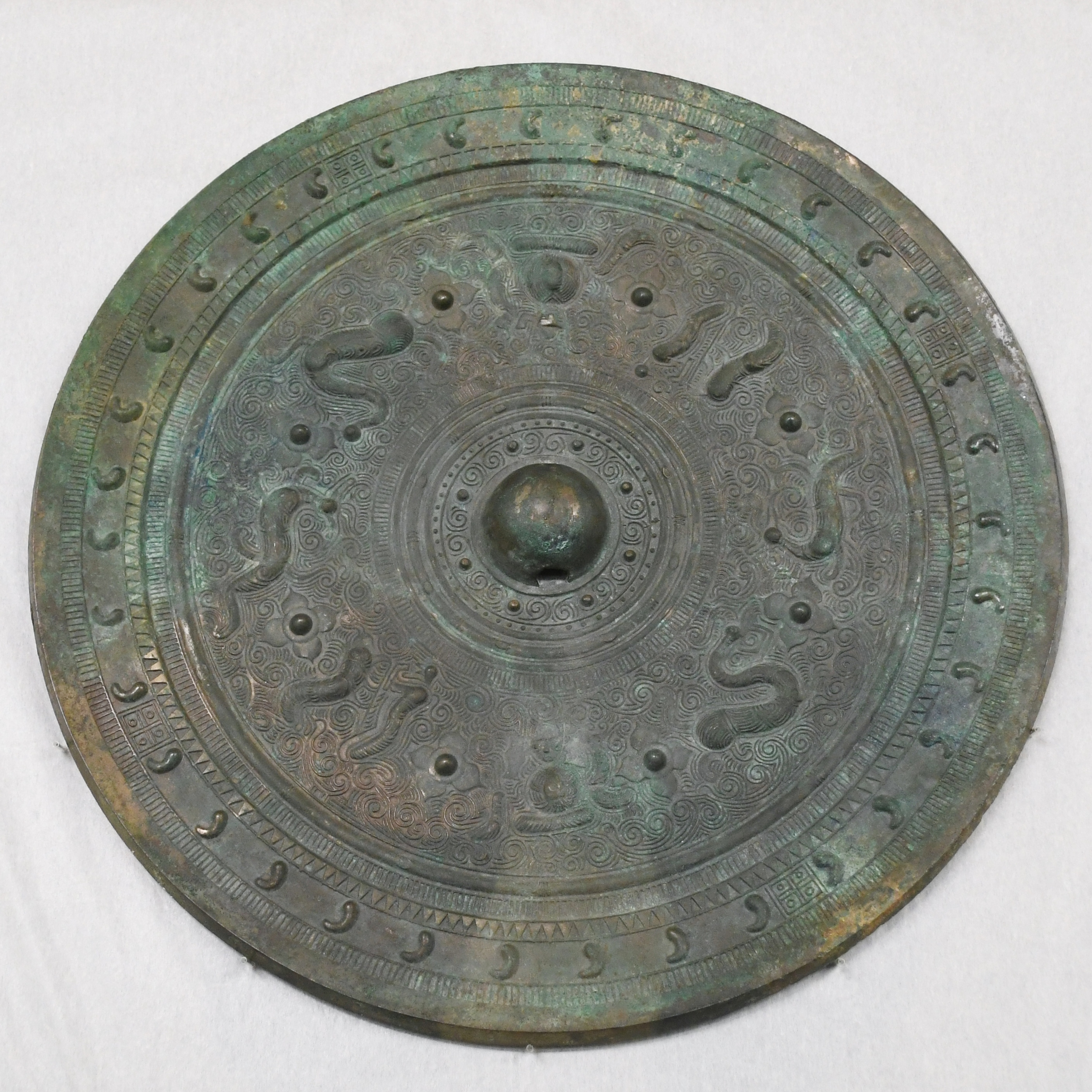
勾玉文帯神獣鏡鳥取県立博物館企画展示時に撮影。

昭和22年（1947年）に病院の施設を山丘の頂上に造る工事の際に、石室の一部が露出し、5月に京都大学と大阪府により発掘調査が行われた。
古墳は山の尾根を利用した東向きの前方後円墳で、全長約102ｍ、後円部径約76ｍ、前方部端の幅約40ｍ。
後円部中央に南北方向に竪穴式石室が長さ約9ｍ、幅約4ｍの大きさに彫られた土壙の底にU字型に粘土で床を築き、その周囲を安山岩と片岩の扁平な割石で囲んで室を造り、上部に花崗岩の天井石が7枚のせられていた。
石室内部から装飾品としての玉類や刀剣・鉄鏃・鉄製の鎌・斧頭・やりがんな・のみ、さらに車輪石・鍬形石・筒形銅器、貝製の鍬形石2個など多種多様なものが出土している。
平成4年（1992年）大阪府教育委員会による2次調査では墳丘の測量とレーダ探査が行われ、平成15年（2003年）の第4次調査、平成16年（2004年）の第5次調査では6次にわたってトレンチ調査が実施され、これにより、墳丘長は約110ｍであることが確認された。
各斜面の葺石はホルンフェルス・砂岩・花崗岩類で、付近の勝尾寺川と茨木川の川床礫から採取されたと考えられる。多量の円筒埴輪が出土し、鰭付円筒埴輪には翼状のものがあり、松岳山古墳（大阪府）出土のものと類似している。
副葬品の鏡には棺内からは漢鏡の方格規矩四神鏡と棺の外から三角縁神獣鏡・仿製三角縁神獣鏡、仿製鏡の3種類がそろう。
筒型銅器は最も古い形式。貝輪3点は他に見ないもの。玉には管玉・棗玉・勾玉があり、棗玉・勾玉に使用された翡翠は新潟県糸魚川産の可能性が高い。武器類も豊富で、石槨内外から73点の刀剣、石槨内から165点の鉄鏃が出土。銅鏃はない。堅矧板革綴短甲と籠手の武具が注目される。
副葬品は現在、近つ飛鳥博物館と京都大学総合博物館で保存・展示されている。

## 史跡指定
- 大阪府指定文化財　史跡｛平成14年1月29日指定）

## 交通アクセス
- JR茨木駅から、阪急バス茨木サニータウン行「福井」下車、徒歩18分